# Ștefănești (gmina w okręgu Vâlcea)
Ștefănești – gmina w Rumunii, w okręgu Vâlcea. Obejmuje miejscowości Condoiești, Dobrușa, Șerbănești i Ștefănești. W 2011 roku liczyła 3248 mieszkańców.